# Número primo cúbico
Un primo cúbico (en inglés: cuban prime) es un número primo que también es una solución a una de las dos ecuaciones específicas diferentes que involucran diferencias entre las terceras potencias de dos enteros x e y.
El nombre inglés "cuban prime" (primo cubano) tiene que ver con el papel que juegan los cubos (terceras potencias) en las ecuaciones, pero no consta que tenga relación alguna con la isla de Cuba.

## Primera serie
La primera de estas ecuaciones es:
{\displaystyle p={\frac {x^{3}-y^{3}}{x-y}},\ x=y+1,\ y>0,}
es decir, la diferencia entre dos cubos sucesivos. Los primeros primos cubanos de esta ecuación son:
7, 19, 37, 61, 127, 271, 331, 397, 547, 631, 919, 1657, 1801, 1951, 2269, 2437, 2791, 3169, 3571, 4219, 4447, 5167, 5419, 6211, 7219, 70519 , 7351, 8269, 9241, 10267, 11719, 12097, 13267, 13669, 16651, 19441, 19927, 22447, 23497, 24571, 25117, 26227 (sucesión A002407 en OEIS)
La fórmula para un primer mejor primo cúbico de este tipo se puede simplificar a {\displaystyle 3y^{2}+3y+1}. Esta es exactamente la forma general de un número hexagonal centrado; es decir, todos estos primos cúbicos son números hexagonales centrados.
A 2006 de 01, el más grande conocido tiene 65537 dígitos con {\displaystyle y=100000845^{4096}}, encontrado por Jens Kruse Andersen.

## Segunda serie
La segunda de estas ecuaciones es:
{\displaystyle p={\frac {x^{3}-y^{3}}{x-y}},\ x=y+2,\ y>0.}
que simplifica a {\displaystyle 3y^{2}+6y+4}. Con una sustitución {\displaystyle y=n-1}  también se puede escribir como {\displaystyle 3n^{2}+1,\ n>1}.
Los primeros primos cúbicos de esta forma son:
13, 109, 193, 433, 769, 1201, 1453, 2029, 3469, 3889, 4801, 10093, 12289, 13873, 18253, 20173, 21169, 22189, 28813, 37633, 43201, 47629, 60493, 63949, 65713, 69313  (sucesión A002648 en OEIS)

## Véase  también
- Función cúbica
- Número primo
- Anexo:Números primos